# 5e régiment de commandement et de soutien
Le 5e régiment de commandement et de soutien est une unité de commandement française.

## Les chefs du5eRCS
- 1978-1980 : Lieutenant-colonel Perrier-Gros-Claude, Jean
- 1980-1982 : Lieutenant-colonel Savoye, Jacques
- 1982-1984 : Lieutenant-colonel Faget, Francis
- 1984-1986 : Lieutenant-colonel Pachabeyian, Jean-François
- 1986-1988 : Lieutenant-colonel Marescaux, Georges
- 1988-1990 : Lieutenant-colonel Riou
- 1990 : Lieutenant-colonel Godard
- 1993 : Lieutenant-colonel Koely
- 1996 : Lieutenant-colonel Riondel
- 1997 : Lieutenant-colonel Segarra

## Étendard
Il porte, cousues en lettres d'or dans ses plis, les inscriptions suivantes:
- Wagram 1809
- Figueras 1811
- El Parras 1866
- Grande Guerre 1914-1918

## Insigne
L'insigne régimentaire reflète l'histoire et la composition du régiment : l'aigle impérial rappelle la création du 5 par Napoléon Ier, la roue crantée est le symbole du train, la cavale de Stuttgart marque son appartenance à la 5e DB, enfin les couleurs des quartiers illustrent son caractère interarmes avec le vert du train, le bleu des transmissions, le gris du matériel et le rouge du service de santé.
Insigne homologué le 2 juin 1978 sous le numéro G 2627. Il existe également un insigne de prestige avec devise.

## Historique
Créé le 1er juillet 1978 à Landau dans le cadre des Forces françaises en Allemagne à partir du 405e bataillon de commandement et de soutien (405e BCS) de Tübingen, il est le régiment de soutien de la 5e division blindée. Transféré à Baden-Baden dans le cadre des forces françaises stationnées en Allemagne en 1993 au sein de la 1re division blindée, il est dissous en 1999.
Héritier des traditions du 5e bataillon du train des équipages militaires (1807-1814), des corps de l’arme portant le numéro 5 jusqu’en 1966 et du train de la 5e DB 1944-1946.
Jusqu'alors sous l'étendard du 501e RCS, il reçoit son étendard le 13 octobre 1980. Dans les plis de ses soies, on trouve les inscriptions : « WAGRAM 1909 » « FIGUERAS 1811 » « ELPARRAS 1866 » « GRANDE GUERRE 1914 – 1918 ».

## Missions
Soutenir la 5e division blindée
- EI escadron d'instruction commandé par le capitaine Lechat en 1990.
- IEC escadron d'instruction élémentaire de conduite commandé en 1990 par l'adjudant Falaize (RPIMA).
- ECL escadron de commandement et de logistique
- EC escadron de circulation
- ET escadron de transport
- ECQG escadron de commandement et de quartier général
- EL FFSA escadrille de liaison des FFSA :
  - détachement de l'ALAT assurant les missions de liaison au profit de l'EM de la 1re DB (4 hélicoptères Alouette III - leurs équipages - les mécaniciens - 1 peloton de pompiers avitailleurs)
- 50e compagnie de transmission : faisceau satellite pour les communications venant des théâtres d'opérations de l'est de l’Europe (Bosnie, Kosovo...)
  - Premier étage du bâtiment de la compagnie : centre de transmission relevant de l'habilitation "SECRET DÉFENSE".
  - Hauteur de la ville de Baden-Oos : antennes mises en œuvre par le centre de transmission et veillées/sécurisées par l'escadron d'intervention du régiment.

Lutte contre les risques nucléaires, bactériologiques et chimiques (nbc) technique de décontaminations sur le théâtre opérationnel des personnes et du matériel, assure et maintient les éléments de transmission en postes avancés (50e CT).